# Grattersdorf
Grattersdorf település Németországban, azon belül Bajorországban. Lakosainak száma 1350 fő (2023. december 31.). Grattersdorf Lalling, Hunding, Auerbach, Schöllnach, Hengersberg és Schöfweg községekkel határos.

## Népesség
A település népessége az elmúlt években az alábbi módon változott:
| Lakosok száma | 1305 | 1291 | 1275 | 1265 | 1261 | 1262 | 1282 | 1279 | 1313 | 1350 |
|               | 1970 | 1975 | 2011 | 2012 | 2014 | 2015 | 2017 | 2019 | 2022 | 2023 |